# Мадридський метрополітен
Мадридський метрополітен (ісп. Metro de Madrid) — система ліній метрополітену і легкого метро в столиці Іспанії Мадриді та деяких містах-супутниках (Арганда-дель-Рей, Хетафе, Алькоркон, Леганес, Мостолес). Відкритий 17 жовтня 1919 року. Має один з найшвидших темпів розвитку у світі, зараз займає 6-е місце за довжиною ліній у світі та 2-е в Європі (після лондонського). У 2022 році метрополітен перевіз 571,6 млн пасажирів.
Станом на 2021 рік, система має 293,91 км колій, 13 підземних ліній і 3 лінії легкого метро, 328 станцій (290 підземні станції та 38 станцій легкого метро) і 2341 одиниць рухомого складу . 237 станцій обслуговують лише одну лінію, 27 є пересадковими станціями на дві, 11 — на три лінії та станція «Авеніда-де-Амеріка» є перетином чотирьох ліній. З трьох ліній легкого метро лише Лінія 1 напряму обслуговується компанією Мадридського метрополітену, на двох інших працює окрема компанія Metro Ligero Oeste, S. A..
Мадридський метрополітен — перший у світі, який має дві кільцеві лінії.

## Легке метро

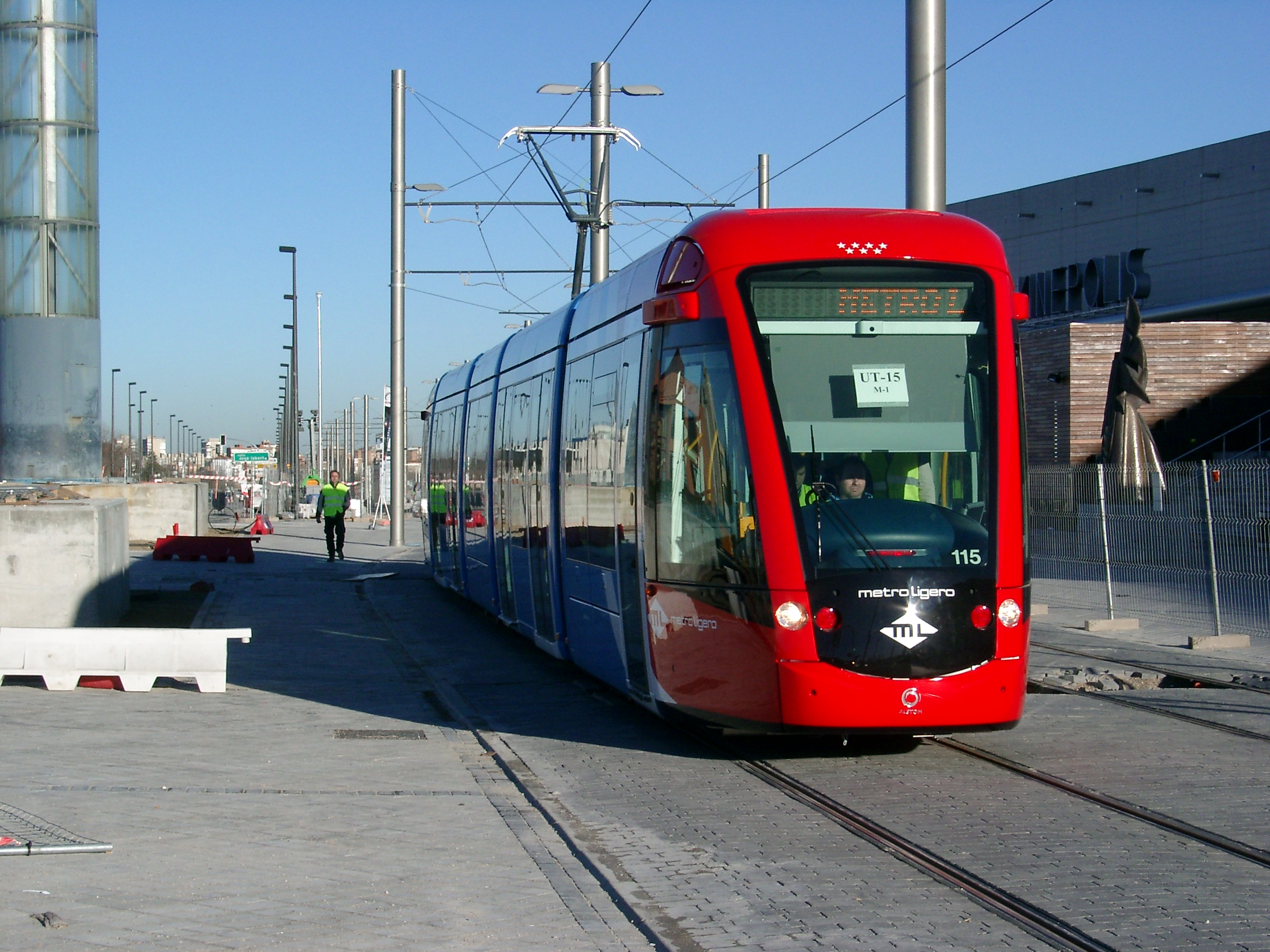
Обкатка нового мадридського трамвая, лютий 2007.

Весною 2007 року почали діяти три лінії так званого легкого метро (ісп. metro ligero). Однак фактично ці лінії мають характер сучасного швидкісного, частково підземного трамваю, оскільки вони матимуть однорівневі перетини. До того ж на них використовується трамвайний рухомий склад (трамвай Citadis). Таким чином після відкриття легкого метро трамвай знову повернувся до Мадрида через 35 років після закриття старої трамвайної системи.
Система швидкісного трамваю складається з трьох ліній:
- Лінія A: Pinar de Chamartín-Las Tablas (5,4 км, 9 зупинок)
- Лінія B: Colonia Jardín-Aravaca (8,7 км, 13 зупинок)
- Лінія C: Colonia Jardín-Boadilla del Monte (13,7 км, 14 зупинок)

Також організаційно мадридському метрополітену буде підпорядкована система швидкісного трамваю («легкого метро»), що будується в місті Парла, хоча технологічно ця мережа не буде поєднана з мадридською.